# ビンゴ

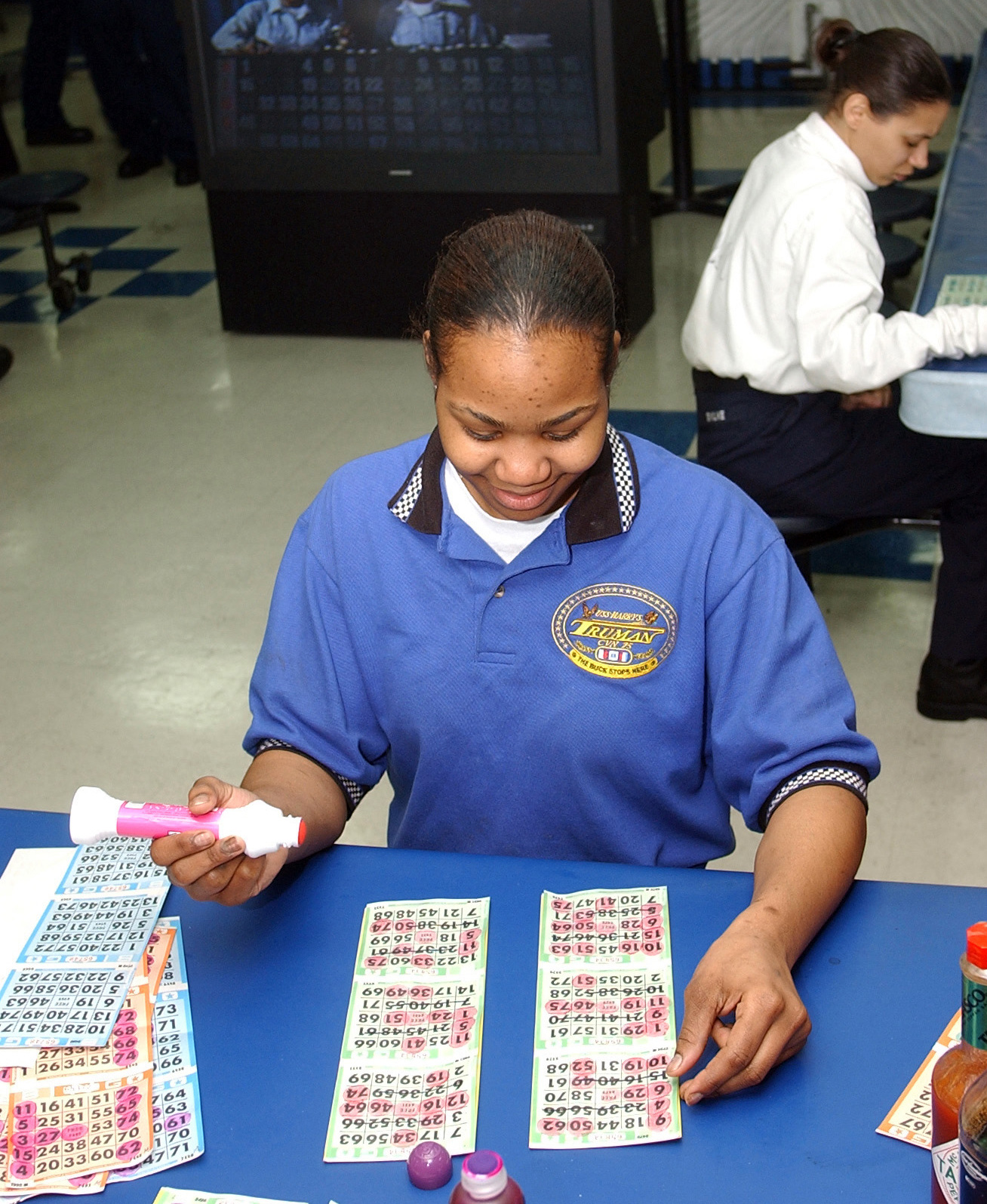
ビンゴに興じる人

ビンゴ (bingo) とは、ゲームの一種である。25マスに番号が書かれたカードを用いて、条件を満たしたものを勝者とする。また、勝利条件を満たした状態のことを「ビンゴ」という。

## 概要
1530年頃にイタリアで遊ばれた、「ル・ジオッコ・デル・ロト・ディタリア」(Lo Giuoco del Lotto d'Italia)という、くじを使ったゲームが原型とされる。18世紀には、フランスで「ル・ロト」(Le Lotto)というゲームになった。これには、1から90までの番号が書かれた、3行9列の27マスのカードを用いており、後世に「ハウジー」(Housie)と呼ばれるゲームの原型となった。その後、このゲームはドイツに渡り、現行のビンゴに近いルールに改良された。19世紀後半には、計算や単語の綴り（スペル）を取り入れた教育的な遊びとしても行われていた。
ゲームはアメリカにも伝わり、有効マスを示す目印として豆が使用されていたことから、「ビーノ」(Beano)という名称で遊ばれていた。ニューヨークの玩具セールスマンであるエドウィン・ロウ(en:Edwin S. Lowe)が、アトランタのカーニバルでビーノに興じる人々を見かけ、これをヒントに「ビンゴ」として友人らと商品化した。「ビンゴ」という名称は、ビーノを遊んでいたロウの友人が、勝利した際に「ビーノ」と宣言すべきところを「ビンゴ」と叫んだことから付けられたとされる。そして、1929年からのウォール街大暴落および世界恐慌下において、家庭にて気軽に遊べるゲームとしてビンゴの人気が高まっていった。
現在では、「大当たり」という意味や、何かが成功したり思惑通りになったりした時の感嘆表現として、「ビンゴ」という言葉が使用されている。何かしらの推理が当たった時や、クイズに正解した時には「ビンゴ」と言う場合もある。
カードさえ人数分用意できれば、事実上の参加人数の制限は無いため、宴会などのイベントでの余興としてもよく行われる。宴席でのビンゴでは賞品を設け、早く勝利したものから豪華な賞品を与えられる遊び方をされることが多い。不特定多数のテレビ視聴者を参加者としたビンゴ番組が放送されたこともあった。日本で放送された番組は関連項目を参照。

## ルール
ルールには無数にバリエーションがあるが（後述）、ここでは日本で一般的に行われているものを示す。

### 用具

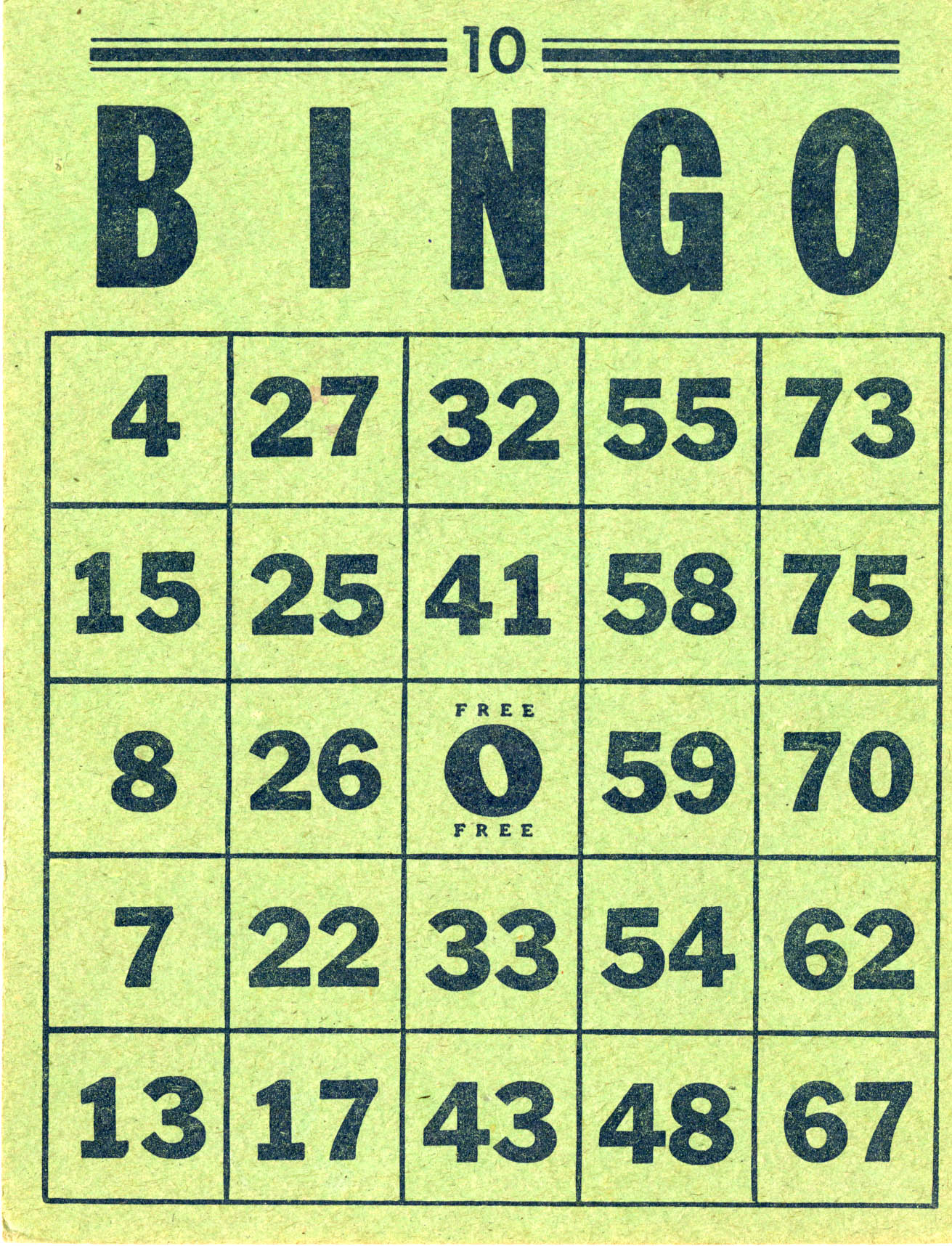
ビンゴカードの一例

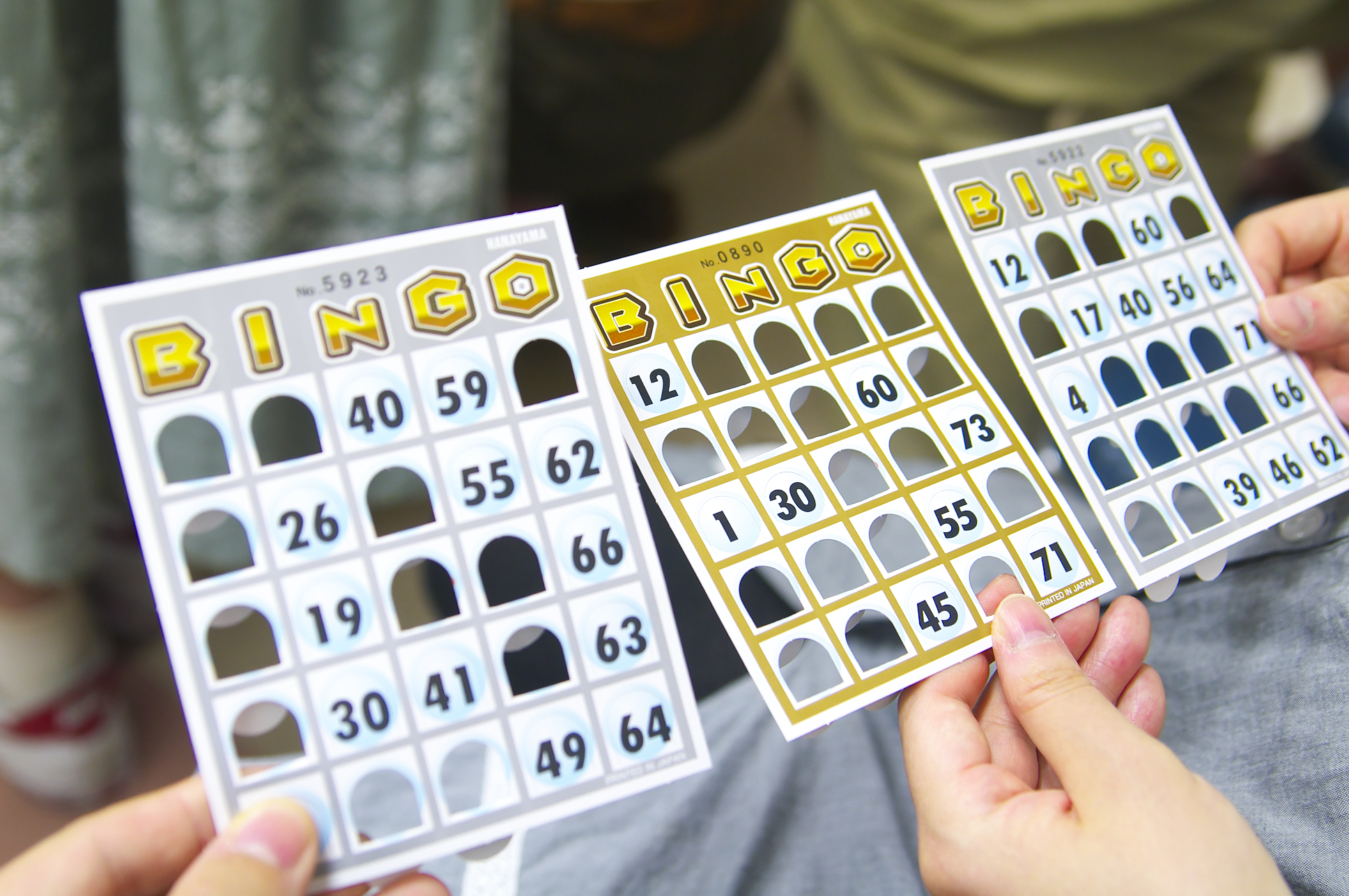
穴あけ型カード

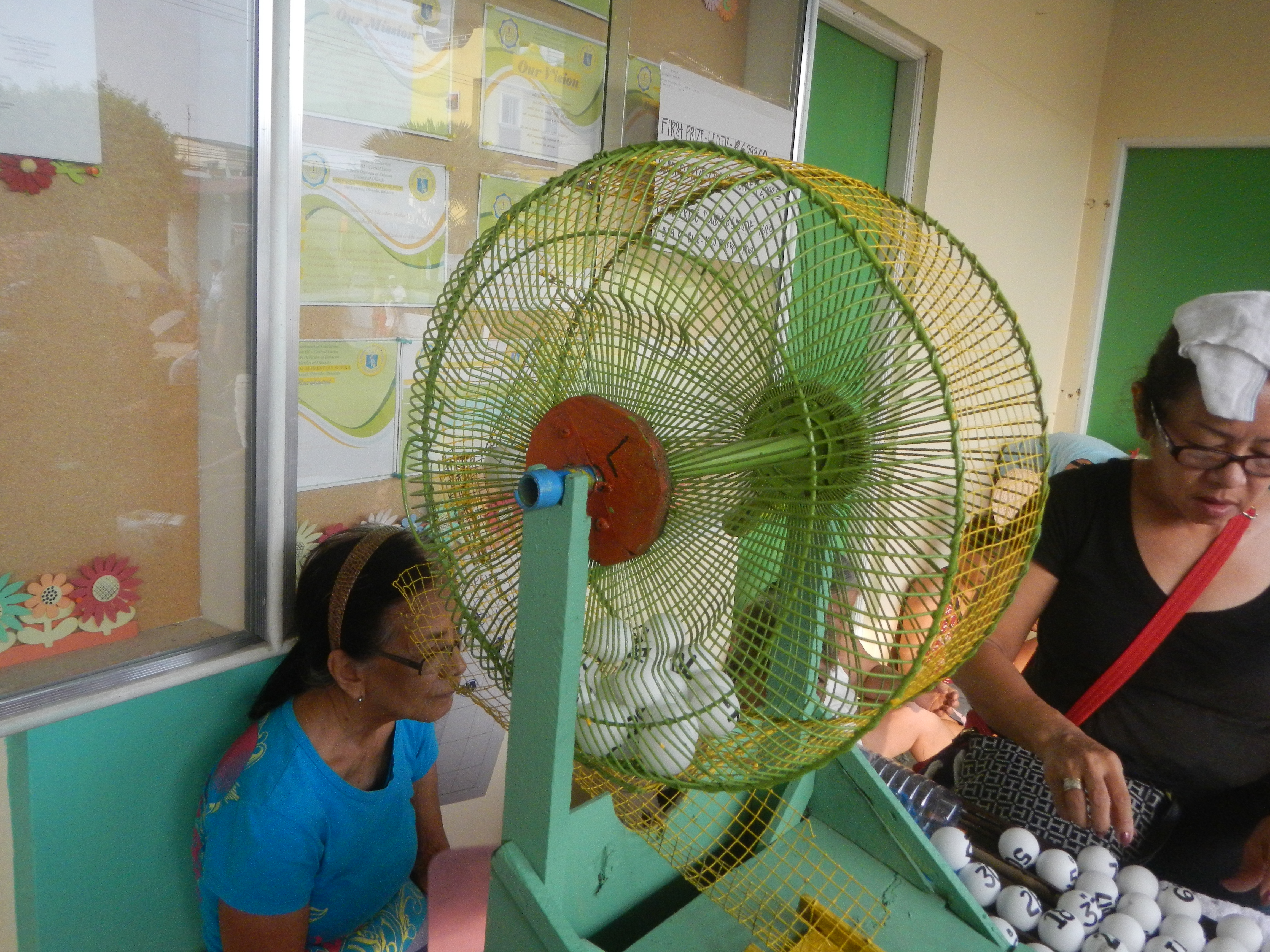
ビンゴマシンの一例

ビンゴには、参加人数分のビンゴカードと、1から75までの番号を無作為に抽選するビンゴマシンを必要とする。
一般的にビンゴカードは縦・横5マスずつ、計25個のマス目が書かれている。その内、中央を除く24マスには1から75までの番号のうち24個の番号が書かれており、中央はフリースポットとして最初から有効な番号として扱われる。1枚のカードの中で同じ番号が重複することはない。
ビンゴカードに書かれる番号は、通常はまったく無作為に配置されているわけではなく、マス目のある列によって番号の範囲が設定されている。カードの一番左の列を第1列とし、右に向かって列番号が増えるものとする場合、各列は下表の範囲から番号が5個ずつ選ばれる。中央の第3列のみ、フリースポットが含まれるため番号は4個選ばれる。番号を抽選する際、ビンゴカードの各列を「BINGO」の5文字に対応させ、「Bの5」「Gの58」のように番号が発表されることもある。
| 列番号     | 第1列 | 第2列 | 第3列 | 第4列 | 第5列 |
| ---------- | ----- | ----- | ----- | ----- | ----- |
| 対応文字   | 0B    | 0I    | 0N    | 0G    | 0O    |
| 番号の範囲 | 01-15 | 16-30 | 31-45 | 46-60 | 61-75 |

ビンゴマシンは、福引きの抽選器に似た形状で、ハンドル付きの容器に1から75までの番号が書かれたボールを入れ、ハンドルを回転させながら容器に開いた穴からボールをひとつずつ取り出し、出たボールの番号を有効とするものである。ゲームの公正を期すため、容器は透明であったり、網状の球体であったりなどで、中のボールの様子が分かるようになっている。他にも、密閉した容器に風を送り込むことで中のボールやくじをかき混ぜるものや、ボタンを押すと電光で番号を示すものなど、さまざまな種類がある。1から75までのカードやくじをよく混ぜ、1枚ずつ読みあげることで代用することも出来る。また、スマートフォン、タブレット端末などでビンゴマシンの役割を果たすアプリケーションもある。

### 進行
ゲームの開始前に、参加者全員にビンゴカードを配る。通常は1枚ずつだが、進行を早めるなどの理由で、各自に2枚ないし3枚ずつ配る場合もある。
ゲームが始まったら、進行役がビンゴマシンなどで無作為に番号をひとつ選ぶ。参加者の手持ちのカードに、抽選されたものと同じ番号があれば、そのマスが有効となる。有効マスには印をつけたり穴をあけたりして判別できるようにする。番号の抽選を繰り返し、カード上の縦・横・斜めのいずれか1列にある5マスが揃って有効になった場合に勝利となり、「ビンゴ」と叫んでその旨を宣言する。
日本では麻雀から転じて、あと1マスでビンゴが成立する場合はリーチと呼ぶ。リーチになった時は「リーチ」と宣言するというルールもある。また、リーチが複数個出来た場合は、ダブル・リーチ、トリプル・リーチなどと呼ぶ場合もある。
1マスが有効になることで2列以上が同時にビンゴになる場合もあるが、本項での「1列ビンゴで勝利」のルールではあまり意味をなさない。複数人が同時にビンゴを達成した場合の措置は定められていない。宴席などのビンゴで参加者に順位を付ける必要がある場合は、同時にビンゴを達成した者に対して「一度に複数列のビンゴを達成した者が上位」「ビンゴした時点での有効マスの多い者が上位」「該当者同士のじゃんけんやくじで順位を決定」など、あらかじめルールを設定しておくことが望ましい。

## ビンゴホール
アメリカ合衆国では教会や慈善・非営利組織が運営資金確保のために営業するビンゴホールやビンゴクラブが各地にあり、賞金を賭けたビンゴ大会が毎週、あるいは毎日行われている。イギリス、オーストラリアなどではアメリカ式ビンゴとはルールの違うビンゴ (ハウジー) が行われているホールが各地にある。こうしたホールは主婦や高齢者などが暇つぶしのギャンブルに興じる、日本で言うパチンコ店に似た存在であるが、非営利の目的のため税法上の特典があることや、フロアや会計などの作業要員が無給のボランティア（例えば教会の場合はその教会の「檀家」に相当する信者達）で構成されていることなどが、営利を目的とした「ギャンブル産業」とは異なる。
ビンゴホールでは、1回の開催において複数のゲームを順番に実施し、この一連のゲームの固まりを「セッション」という表現で表している。例えば、ラスベガスのビンゴホールにおいては、1回のセッションはおおむね10以上のゲームで構成され、オプションを購入すると13ゲーム程度遊ぶことになり、最終ゲームの終了まで1時間程度を要するスケジューリングが一般的である。セッション終了後にホールの清掃を行い、完了後、次のセッションのパックを販売するという流れになる。
参加したいプレイヤーは、セッション開始前のカジノが決めたタイミングでホールへ赴き、ビンゴカードのパックを購入する必要がある。セッション開始直後の場合は、レジカウンターが開いている場合に限り、パックを購入して参加することが出来る場合もある。
ゲームを複数スムーズに実施できるよう、ゲームの構成に工夫が凝らされており、たとえば「1列ビンゴで勝利」というゲームを行い勝者が決定した後、同じシートを用いて、先の勝者が決定した時点の状況から続行して「2列ビンゴで勝利」というゲームを行うといった構造が採用されている。これらはビンゴホールによって異なるため、事前にホールのリーフレットやホームページを参照して予習しておくことが望ましい。
このようなホールでは、難易度の高い条件の達成に対してジャックポットを提供する、系列の複数のビンゴホールに映像と音声を中継して多数の人間による競争とする、コンピューター端末を用いてカードの管理を楽に行えるようにすると同時に大量のカードを購入して管理できるようにするなど、営業上の戦略が多数存在する。特に営業熱心なビンゴホールでは、早朝のセッション開始時にパンやドーナツなどの軽食を無料サービスしたり、カジノの24時間営業にあわせて、ビンゴホール自体も24時間営業することもある。なお、カジノ内にあるビンゴホールでは、標準的なサービスとして、ソフトドリンクは無料で供されるほか、アルコール飲料に関してもカジノと同様にカクテルガールへのオーダーで提供されることが多い。

### 賭博場としてのビンゴホール
アメリカにおける商業的なビンゴホールは、賭博の許可された地域（ラスベガス、リノ、あるいはネイティブ・アメリカンが運営するインディアン・カジノ）で行われている。
客層は、教会などのビンゴホールと同様、主婦や高齢者が暇つぶしのギャンブルに興じているほうの割合が比較的高い一方で、壮年男性などの割合もある程度見かけることが出来る。
ブラジルでも非合法の地下ビンゴホールがある、
日本では、第二次世界大戦後、各地方都市で賭博を前提としたビンゴホールが広まったが、パチンコの普及により急速に駆逐されていった。岐阜県の例では1951年（昭和26年）頃にはビンゴホールはパチンコホールに転換された。一方、沖縄県では昭和30年代においても非合法のまま存続していた。

## 派生のビンゴゲーム
ゲーム性を高める為や雰囲気を変えるためにビンゴのルールやカードそのものを変えて行う場合がある。
- ビンゴの条件が「1列有効」ではないもの
  - 複数列を有効にする必要があるもの
  - カード上の四隅のマスをすべて有効にした場合もビンゴとみなすもの
  - アルファベットの形に有効マスを揃えるもの[14]
  - 何かしらの形をイメージしたマスの配列を有効にしていくもの[15]
  - カード上のマスをすべて有効にする必要があるもの[16]
  - 列ではなく四角形に有効マスを揃えるもの[17]

- フリースポットの扱いに関するもの
  - フリースポットが存在せず、すべてのマスに番号が書かれているもの
  - フリースポットを利用せずに列を完成させる必要があるもの[18]

- 所要時間の短縮を狙ったもの
  - ビンゴカードを購入時点で中身が見えないように封緘しておいたまま販売し、抽選開始時に偶数の番号は「すでに有効である」状態としてゲームを実施するもの
  - 予め30個程度のボールを抽選しておいて、スタート時点で31個目から抽選するもの
  - 最初に選ばれた番号と1の位が同じ数字になる番号は、その時点で全て「すでに有効である」状態とするもの

- カードに変化を持たせたもの
  - カードに番号ではなくキャラクターやテーマに沿ったイラストなどが配置されたもの
  - マス目の数を変えたカード（3×3の9マス、4×4の16マス）で行うもの
  - スクラッチで矢印が出現したり、絶対有効とならないクローズマスを設けたりして、その効果によって逆転要素を備えたもの

少人数で行う場合やメダルゲームなどでは、ゲームを早く終わらせる為や抽選機構を簡易的にする為などから1から25までの番号で行うこともある。その場合、抽選する番号の個数に制限を設けたり、3個ないし4個の有効マスが1列に並んだ状態もビンゴとみなしたりするなど、上記のルールが変更されることもある。
ビンゴゲームのルールを応用したパーティー、イベント用ゲームもある。用意するものは参加人数分の白紙と筆記用具であり、白紙には5×5のマスを書く。そして山手線ゲームのように出題者や司会者が任意のお題（例「鳥の名前」「オリンピックの競技名」「邦楽ロックバンドの名前」「自分を含めた友人・知人の名前」など）を出して、参加者はそのお題に該当するものをマス目に記入していく。全員のマス目が埋まったところで、出題者がお題の解答例を出していき、参加者はそれと一致したマスを有効とする。あとは通常のビンゴと同様に進行し、有効マスが1列揃えば勝利というものである。

## 宝くじにおけるビンゴ
ビンゴ5 - 日本で2017年（平成29年）4月3日発売の数字選択式全国自治宝くじにおいて、5種類ある賭け式のうち1つの名称。選択した数字と抽せんされた数字が一致したマスと、中央(FREE/フリー)のマスによって、縦・横・ななめの計8ラインのうちそろったラインの数で1等から7等までの当せんが決まる。